# Механичка енергија
Механичка енергија је збир потенцијалне и кинетичке енергије. То је енергија повезана са кретањем и позицијом објекта. Принцип претварања механичке енергије тврди да изолирани систем који је само субјекат конзервативним снагама има константну механичку енергију. Ако је објекат помјеран у супротном правцу од конзервативне нето силе, потенцијална енергија ће се повећати и ако је убрзање (не брзина) објекта измијењена, кинетичка енергија објекта се такођер измијени. У свим стварним системима, ипак, неконзервативне силе, као што су силе трења, бит ће присутне, али су често незнатне вриједности па се узима да је механичка енергија константна. У еластичним колизијама, механичка енергија се конзервира али у нееластичним колизијама, нешто механичке енергије се претвара у топлоту. Једнакост између изгубљене механичке енергије (дисипација) и повећања температуре открио је научник Џејмс Прескот Џул.
Већина модерних уређаја, као што је електромотор или парна машина, користе се данас да претворе механичку енергију у остале облике енергије, нпр. електрична енергија, или да претворе остале облике енергије, попут топлоте, у механичку.

## Уопштено
Енергија је скалар, а механичка енергија система је збир потенцијалних енергија које се мјере позицијом дијелова система, и кинетичких енергија које се такође називају енергијама кретања:
{\displaystyle E_{meh}=E_{p}+E_{k}\,}
Потенцијална енергија, Ep, зависи од позиције објекта који је подрвгнут конзервативној сили. Дефинира се као могућност објекта да ради рад и повећава се како је објект помјерен у супротном смјеру од смјера силе. Када се мјери механичка енергија, објекат се разматра у цјелини, како је навео Исак Њутн у дјелу Principia Mathematica Philosophiae Naturalis: "Кретање цјелине је једнако као збир кретања дијелова; то јест, промјена позиције њених дијелова од њихових мјеста, тако да је мјесто цјелине исто као збир мјеста дијелова те је унутрашње и у читавом тијелу." Ако F представља конзервативну силу и X представља позицију, потенцијална енергија силе између двије позиције X1 и X2 се дефинише као негативни интеграл од F од X1 до X2:
{\displaystyle E_{p}=-\int \limits _{x_{1}}^{x_{2}}{\vec {F}}\cdot d{\vec {x}}}
Кинетичка енергија, Ek, зависи од брзине објекта и то је могућност крећућег објекта да врши рад на остале објекте када се судари с њима. У физици, убрзање је скалар, а брзина је вектор. Другим ријечима, брзина је убрзање са смјером и може стога измијенити се мијењајући убрзање објекта, јер је убрзање нумеричка јачина брзине. Дефинише се као једна половина производа масе објекта са квадратом његове брзине, а укупна кинетичка енергија система објеката јесте збир кинетичких енергија свих објеката:
{\displaystyle E_{k}={1 \over 2}mv^{2}}
Принцип очувања механичке енергије исказује да ако тијело или систем подвргнемо само конзервативним силама, механичка енергија тог тијела или система остаје непромијењена (константна). Разлика између конзервативне и неконзервативне силе је да када конзервативна сила помјера објекат са једне тачке на другу, рад који је извршен од конзервативне силе не зависи од пута. Супротно, када неконзервативна сила дјелује на објекат, рад који је извршен од неконзервативне силе зависи од пута.